# Giorgi Ganugrawa
Giorgi Ganugrawa (gruz. გიორგი განუგრავა; ur. 21 lutego 1988 w Tbilisi) – gruziński piłkarz występujący na pozycji obrońcy, reprezentant kraju. Od 2012 roku jest zawodnikiem Metalurgi Rustawi. W reprezentacji Gruzji zadebiutował w 2005 roku. Do tej pory rozegrał w niej dziewięć spotkań (stan na 24 grudnia 2012).